# Maria Renata Mayenowa
Maria Renata Mayenowa (ur. 1 grudnia 1908 w Białymstoku, zm. 7 maja 1988 w Warszawie) – polska teoretyczka literatury.

## Życiorys
Urodziła się w Białymstoku w rodzinie żydowskiej jako Rachela Gurewiczówna, córka  Benjamina-Lejba i Szejny Barasz. W 1914 po wybuchu I wojny światowej wyjechała do Rosji i zamieszkała w Charkowie, gdzie w 1917 wstąpiła do gimnazjum. Naukę przerwał wybuch rewolucji październikowej. W 1922 wróciła do Białegostoku, gdzie od 1923 uczęszczała do 4. klasy gimnazjum Dawida Druskina. Gimnazjum ukończyła w 1927.
We wrześniu tegoż roku została przyjęta na Wydział Humanistyczny Uniwersytetu Wileńskiego. Mimo przeszkód, w postaci kłopotów zdrowotnych i materialnych, studia polonistyczne ukończyła w 1932. Jej nauczycielami akademickimi byli Manfred Kridl i Tadeusz Czeżowski. W 1934 po zdaniu egzaminu otrzymała stopień magistra pedagogiki. W 1935, już jako Rachela Kapłanowa z Gurewiczów, otrzymała dyplom nauczyciela szkół średnich i podjęła pracę w Państwowym Gimnazjum Żydowskim. Pod kierunkiem Kridla, jako Rachela Kapłanowa, napisała monografię o „Weselu” Stanisława Wyspiańskiego. Na jej podstawie uzyskała stopień doktora. Obrona pracy odbyła się w maju 1939. Promocja doktorska miała natomiast miejsce 13 grudnia 1939.
Po obronie była początkowo asystentką-wolontariuszką, a następnie – do wybuchu wojny niemiecko-radzieckiej – asystentką przy Katedrze Filologii Polskiej Uniwersytetu Wileńskiego. W okresie okupacji niemieckiej była zmuszona ukrywać się wraz z drugim mężem, aktorem i reżyserem Józefem Mayenem w Miorach na Białorusi. Przeżyła między innymi dzięki pomocy profesora Czeżowskiego. Tuż po wojnie pracowała jako bibliotekarka w Bibliotece Miejskiej w Białymstoku. Studia uzupełniające odbyła w latach 1946–1948 w Pradze, gdzie jej mąż był zatrudniony w polskiej ambasadzie.
W latach 1954–1968 była profesorem Uniwersytetu Warszawskiego. Stanowisko wykładowcy stołecznej uczelni utraciła w ramach represji marcowych. Była założycielką i kierowniczką Pracowni Poetyki Teoretycznej i Języka Literackiego Instytutu Badań Literackich Polskiej Akademii Nauk, w latach 1957–1969 zastępcą dyrektora do spraw naukowych IBL PAN. Od 1953 była redaktorką serii wydawniczej „Biblioteka Pisarzy Polskich”.
Organizowała konferencje, na które przyjeżdżali wybitni uczeni z zagranicy, w tym Wiktor Żyrmunski, Pierre Guiraud, Oscar Ducrot, Jurij Apresjan, Elena Paduszewa, Boris A. Uspienski. Redagowała Słownik polszczyzny XVI wieku Zmarła w Warszawie. W testamencie przekazała swój księgozbiór Instytutowi Filologii Polskiej Uniwersytetu w Białymstoku. Do środowiska skupionego wokół osoby uczonej należeli między innymi Zdzisława Kopczyńska, Lucylla Pszczołowska, Zofia Florczak, Anna Wierzbicka, Danuta Danek, Teresa Dobrzyńska, Elżbieta Janus, Anna Werpachowska (Axer), Dorota Urbańska, Jadwiga Jagiełło, Jan Kordys i Zbigniew Kloch.
W 1954 została odznaczona Złotym Krzyżem Zasługi.

## Prace
Była strukturalistką. W swoich pracach zajmowała się poetyką, wersologią, semiotyką oraz problemami języka literackiego. Była pionierką badań nad pragmatyką i spójnością tekstu, które stały się podstawą nowoczesnych badań tekstologicznych. Opublikowała podręcznik Poetyka opisowa (1949). Wydała też książki O sztuce czytania wierszy (1963), O języku poezji Jana Kochanowskiego (1983), Poetyka teoretyczna (1974) oraz – pośmiertnie – Studia i rozprawy (1993). Do końca życia była redaktorem pełnego wydania Dzieł wszystkich Jana Kochanowskiego, nazywanego potocznie „sejmowym”.
Do stricte teoretycznych, programowych prac autorki należy artykuł Możliwości i niebezpieczeństwa metod matematycznych w poetyce, ogłoszony w tomie Poetyka i matematyka z 1965. Wyraziła w nim pogląd, że „Ani punkt wyjścia, ani punkt dojścia nie jest i nie może być w filologii statystyczny”. Dodała też, że „praktycznie wynik statystycznego opisu wymaga dużej ostrożności w formułowaniu tez filologicznych”.
Ważną częścią jej pracy naukowej była działalność edytorska. Popularyzowała nieznane dotąd metodologie naukowe. Wydała wybór prac czeskich literaturoznawców zatytułowany Praska szkoła strukturalna 1926–1948. Wraz z Zygmuntem Salonim w 1970 opublikowała antologię tekstów rosyjskich formalistów Rosyjska szkoła stylistyki. Wydała również dwutomową edycję prac Romana Jakobsona W poszukiwaniu istoty języka i napisała do niej wstęp Roman Jakobson – uczony i człowiek.
Koncepcja stylu zawarta w Poetyce teoretycznej – zdaniem Teresy Skubalanki – wywarła wpływ na poglądy innych badaczy polskich, w szczególności Jerzego Bartmińskiego.

## Upamiętnienie
Poświęcony uczonej tom zbiorowy, zatytułowany Obecność. Maria Renata Mayenowa i wydany w 2006, zredagowała Elżbieta Feliksiak.